# دهیپه
دهیپه (به لاتین: Dehipe) یک منطقهٔ مسکونی در سری‌لانکا است که در استان مرکزی (سری‌لانکا) واقع شده‌است.